# 波斯基亚维诺河
46°12′05″N 10°08′47″E / 46.201298°N 10.146297°E

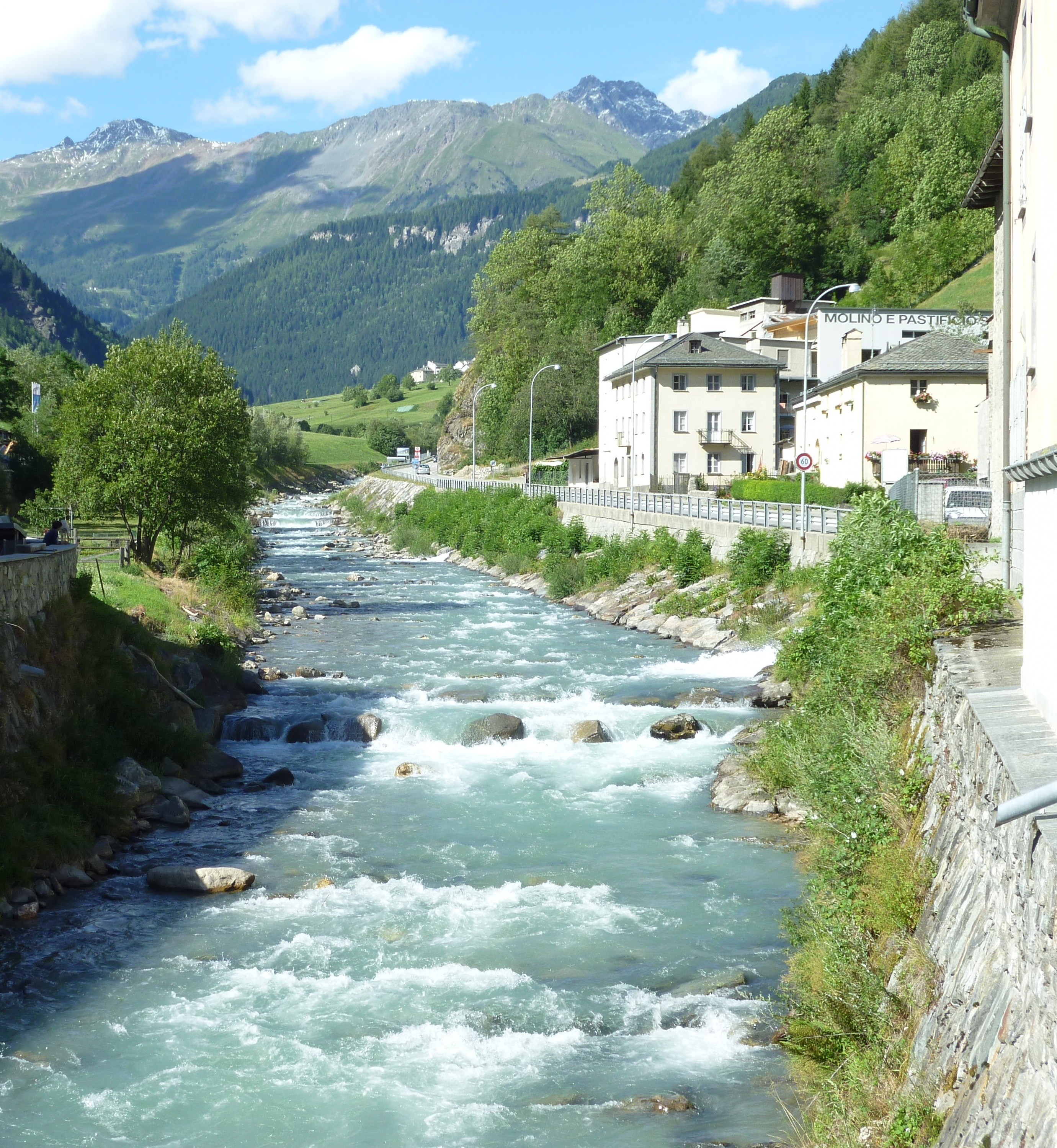

波斯基亚维诺河（義大利語：Poschiavino）是中歐的河流，流經意大利和瑞士，屬於阿達河的右支流，河道全長30公里，流域面積238平方公里，河口處在蒂拉諾。